# گتو رادوم
گتو رادوم از جمله گتوهای نازی بود که در مارس ۱۹۴۱ در شهر رادوم، در هنگام اشغال لهستان توسط آلمان نازی، با هدف آزار و اذیت و بهره‌کشی از یهودیان لهستانی گشوده شد. ارتباط این گتو با جهان بیرون در آوریل ۱۹۴۱ به‌طور رسمی قطع شد. یک سال و نیم بعد، برچیده شدن گتو در اوت ۱۹۴۲ آغاز شد و در ژوئیه ۱۹۴۴ پایان یافت، و تقریباً ۳۰٬۰۰۰ تا ۳۲٬۰۰۰ قربانی (شامل مردان، زنان و کودکان) از طریق قطارهای هولوکاست به اردوگاه مرگ تربلینکا فرستاده شدند.

## تاریخچه

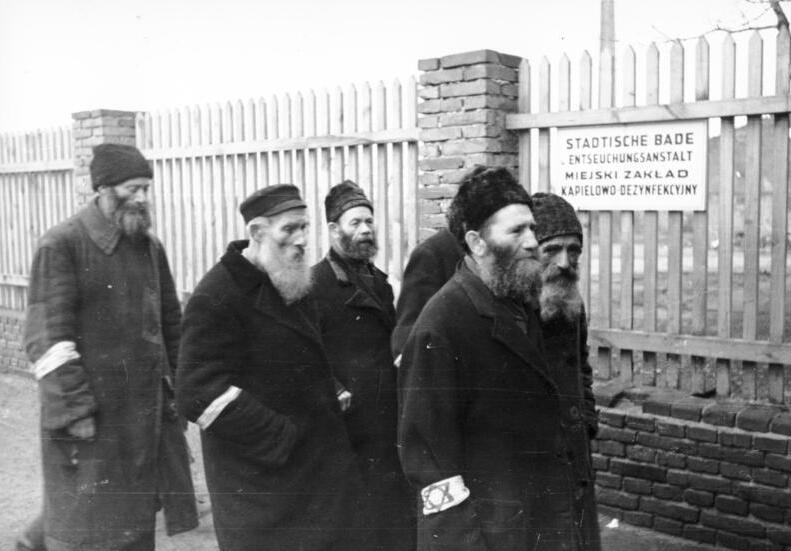
مردان یهودی با بازوبند در گتو رادوم، مارس ۱۹۴۱

شهر رادوم پذیرای یهودیانی بود که از دیگر مناطق لهستان، از جمله گتو کراکوف ابعید شده بودند، چرا که کراکوف - مطابق خواسته گاولایتر هانس فرانک - قرار بود «پاک‌نژادترین» شهر قلمرو دولت عمومی و به عنوان پایتخت آلمان در قلمروهای اشغالی معرفی شود. فرماندار کل فرانک در مارس ۱۹۴۱ دستور ایجاد گتو رادوم را صادر کرد. یک هفته پیش از آن، پلیس گتو یهودی توسط دولت جدید نازی برای کمک به جابجایی‌ها تشکیل شده بود. به یهودیان ده روز مهلت داده شد تا خانه‌های پیش از جنگ خود را تخلیه کنند و به همراه خانواده‌هایشان در ناحیهٔ گتو مستقر شوند. این منطقه مانند بسیاری از دیگر شهرهای لهستان به دو بخش تقسیم شد. دروازه‌های گتو در ۷ آوریل ۱۹۴۱ به روی جهان بیرون بسته شدند. حدود ۳۳۰۰۰ یهودی لهستانی در این ناحیه گرد آورده شدند. ۲۷۰۰۰ نفر در گتوی اصلی و حدود ۵۰۰۰ نفر در گتوی کوچکتر در حومه شهر. بیشتر گتو در محاصره دیوار نبود بلکه این ساختمان‌های اطراف بودند که به شکل مانع عمل می‌کردند. خروجی‌ها نیز توسط پلیس گتوی یهودی و لهستانی اداره می‌شدند. «گتوی بزرگتر» در خیابان وایووا در مرکز ناحیه Śródmieście و «گتوی کوچکتر» در ناحیه Glinice راه‌اندازی شدند.
همانند بسیاری دیگر گتوها در سراسر لهستان اشغالی، گرسنگی کشیدن در رادوم امری غیرمعمول نبود. سهمیه اختصاص داده شده توسط آلمان برای هر نفر در گتو ۱۰۰ گرم نان در روز بود. با این وجود شرایط در گتو رادوم به نسبت از بسیاری از گتوهای همزمان در دیگر مناطق اروپای تحت اشغال نازی‌ها بهتر بود.
در ماه‌های نخست ۱۹۴۲، آلمانی‌ها دست به اقدامات گوناگونی از جمله دستگیری یا اعدام رهبران جامعه یهودی زدند. از اوت ۱۹۴۲ و به عنوان بخشی از عملیات راینهارد، آلمانی‌ها با جدیت آغاز به برچیدن گتو رادوم کردند. نخستین موج بزرگ اخراج از گتو باعث تخلیه گتوی کوچکتر شد. در این عملیات، یگان‌های پلیس آبی لهستان، و «هیوی‌ها» به آلمانی‌ها کمک می‌کردند. در پایان ماه اوت تقریباً ۲۰۰۰ یهودی در رادوم باقی مانده بودند. یهودیان اخراج شده به اردوگاه‌های مرگ (نخست به تربلینکا و آشویتس) فرستاده شدند. بقایای گتو رادوم به یک اردوگاه کار موقت تبدیل شد. آخرین یهودیان رادوم در ژوئن ۱۹۴۴ به آشویتس تبعید شدند. تنها چند صد یهودی ساکن رادوم از جنگ جان سالم به در بردند.

### فرار و نجات
در میان نجات‌دهندگان لهستانی یهودیان، برجسته‌ترین نقش را دکتر یرژی بوریسویچ (pl)، مدیر بیمارستان روانی در رادوم واقع در خیابان ورشاوسکا، داشت. این تأسیسات از سوی نازی‌ها در امان ماند زیرا که این ساختمان کلیسای سابق با هیچ روشی نمی‌شد به ساختمانی برای کمک به جنگ تبدیل شود. در خفای کامل، یهودیان، از جمله کودکان، از بوریسویچ و کادر پزشکی وی کمک می‌گرفتند. چشمگیرترین آنها نجات افرادی بود که در گتو از حصبه رنج می‌بردند. بوریسویچ به درمان مردخای آنیلیویچ، رهبر سازمان رزم یهودی و از ترتیب‌دهندگان خیزش گتوی ورشو، پرداخت. با این حال، بیشتر بیماران او از هولوکاست جان سالم به در نبردند، و آنیلیویچ نیز در جریان خیزش کشته شد. چهار سال پس از مرگ در ۵ ژوئن ۱۹۸۰، به بوریسویچ عنوان درستکار در میان ملل داده شد.
در میان لهستانی‌هایی که به جرم نجات یهودیان توسط نازی‌ها به قتل رسیدند، آدام رافایوویچ ۶۰ ساله ساکن رادوم بود که در ۱۸ سپتامبر ۱۹۴۲ به دلیل کمک به یک یهودی تیرباران شد. این قبیل قتل‌ها در حومه رادوم بیشتر بود. گروهی از اهالی روستا از اطراف چیپیلوو در نزدیکی رادوم از جمله پیوتر اسکوچیلاس و دختر ۸ ساله او لئوکادیا در ۶ دسامبر ۱۹۴۲ به دلیل پناه دادن به یهودیان توسط گردان‌های پلیس نظم زنده زنده سوزانده شدند. در همان روز، انبار دیگری پر از مردم پناهنده در نزدیکی رکوفکا به آتش کشیده شد و ۳۳ لهستانی نجات دهنده یهودیان از جمله خانواده‌های اوبوچویچ و کوالسکی زنده زنده سوزانده شدند. رومن یان زافرانسکی، ۶۴ ساله، در رادوم و همسرش یادویگا، در هنگام پناه دادن به یک دختر یهودی، آنا کرک (متولد ۱۹۳۷) به دام افتادند. دختر کشته شد، مرد را به اردوگاه کار اجباری گروس‌روزن فرستادند و در آنجا کشته شد. همسرش نیز به راونسبروک فرستاده شد اما زنده ماند.